# Aeroportul Chautauqua County/Dunkirk
Aeroportul Chautauqua County/Dunkirk (IATA: DKK, ICAO: KDKK, FAA LID: DKK) este un aeroport din New York, Statele Unite ale Americii ce deservește zona Dunkirk⁠(d). A fost numit după zona deservită.
Situat la o altitudine de 211 m, aeroportul dispune de 2 piste.

## Infrastructură

### Piste
Aeroportul dispune de 2 piste. Pista 06/24 are suprafața de asfalt și dimensiunile 6.000 picioare × 100 picioare. Pista 15/33 are suprafața de asfalt și dimensiunile 4.000 picioare × 100 picioare. 